# Micha'el Kleiner
Micha'el Kleiner (hebrejsky: מיכאל קליינר) je izraelský politik a bývalý poslanec Knesetu za strany Likud, Likud-Gešer-Comet, Cherut - Národní hnutí, ha-Ichud ha-Le'umi a Cherut - Národní hnutí.

## Biografie
Narodil se 4. dubna 1948 v Mnichově v Německu. V roce 1951 přesídlil do Izraele. Sloužil v izraelské armádě, kde dosáhl byl právním odborníkem ve zpravodajské službě. Absolvoval studium práva na Telavivské univerzitě. Pracoval jako právník. Hovoří hebrejsky, anglicky, arabsky, jidiš, německy a polsky.

## Politická dráha
Na Telavivské univerzitě byl předsedou studentského svazu. Byl členem městské samosprávy v Tel Avivu, ředitelem odboru vzdělávání Židů v diaspoře při Světové sionistické organizaci. Předsedal podniku Amidar a bance Karmel.
V izraelském parlamentu zasedl poprvé po volbách v roce 1981, v nichž kandidoval za stranu Likud. Mandát ale získal až dodatečně jako náhradník v lednu 1982. Byl členem výboru pro imigraci a absorpci, výboru pro ústavu, právo a spravedlnost a výboru pro ekonomické záležitosti. Mandát znovu získal až ve volbách v roce 1988, opět za Likud. Byl předsedou výboru pro imigraci a absorpci a členem výboru práce a sociálních věcí. Mandát získal dodatečně jako náhradník v prosinci 1988.
Opětovně byl zvolen až ve volbách v roce 1996, nyní za střechovou kandidátku Likud-Gešer-Comet. Usedl jako člen do finančního výboru a výboru pro imigraci a absorpci. Během volebního období opustil svůj původní poslanecký klub a přešel do frakce Cherut - Národní hnutí. Poslancem se stal také po volbách v roce 1999, do nichž kandidoval za stranu ha-Ichud ha-Le'umi. Z ní ale během funkčního období vystoupil a znovu ustavil samostatnou frakci Cherut - Národní hnutí. Byl členem výboru státní kontroly, výboru pro ekonomické záležitosti, výboru finančního, výboru pro zahraniční záležitosti a obranu a výboru pro status žen.
Počátkem 21. století ostře vystupoval proti plánu jednostranného stažení z pásma Gazy.